# Ойл-Крік (притока річки Аллегені)
41°25′54″ пн. ш. 79°42′33″ зх. д. / 41.4317° пн. ш. 79.7092° зх. д.
Ойл-Крік — це 46,7-мильна (75,2-кілометрова) притока річки Аллегені, яка розташована в округах Венанго і Кроуфорд у штаті Пенсільванія в США.

## Загальна характеристика
Ойл-Крік має площу водозбору 319 квадратних миль (830 км2) і приєднується до Аллегені в Ойл-Сіті.
Пам'ятки вздовж річки включають музей Дрейка-Весел і державний парк Ойл-Крік. Потік був названий на честь нафти, яка була знайдена вздовж його берегів до історичного нафтового удару Едвіна Дрейка в Тітусвіллі, через який протікає Ойл-Крік.
Ойл-Крік популярний серед байдарочників і рибалок. Крік оцінюється як струмок для початківців для тих, хто хоче навчитися безпечно користуватися каное та байдарками. У водах Ойл-Крік живуть окунь і форель.